# 한강 (소설)

## 기본정보
소설 <한강>은 소설가 조정래의 <태백산맥>, <아리랑>에 이은 대한민국 근현대사 배경의 소설로 1959년 이후의 한국부터 광주민주화 운동까지를 시대적 배경을 하고 있다. 연재는 1998년부터 2000년까지 『한겨레신문』에 연재한 후 2001년 해냄출판사에서 10권으로 발행하였다.

## 등장인물
(강씨 집안과 그 주변 인물들)
- 강금녀: 재봉사
- 강기수: 장흥, 해남의 국회의윈
- 강숙자: 강기수의 딸. 고시 합격 후 판사가 된 홍석주와 결혼함
- 강미현: 강숙자의 동생
- 박영자: 강숙자의 친구, '자영'(이름글자 순서 바꿔 부르기도)
- 박부길: 박영자의 아버지
- 박준서: 박부길의 아들이자 박영자의 오빠
- 박현서: 박부길과 허미경 사이에서 태어난 아들
- 안경자: 강숙자의 친구, '자경'(이름글자 순서 바꿔 부르기도)
- 안종원: 안경자의 남동생이며 김선우가 가르침
- 신상하: 신지훈과 안경자 사이에서 태어난 아들
- 신지훈: 안경자의 세브란스 의대 상급생
- 원병균: 박준서의 친구
- 민경섭: 원병균의 친구
- 홍석주: 남천학사. 고대생. 고시 합격 후 강숙자와 연애, 결혼함

(그 외)
- 권영진:독일에 광부로 감
- 김경세: 독일탄광 광부. 통역으로 일했으나 배상집으로 바뀜
- 김규태: 천안 자유당 국회의원
- 김기웅: 4.19 세대지만 중정요원이 됨
- 김병찬: 독일에 광부로 감
- 박갑동: 독일탄광 광부
- 박세진: 4.19 세대이지만 월부책 장사를 함
- 서미향: 독일 간호원. 박갑동과 연애
- 서정훈: ㅈ일보 사회부 기자
- 송은강: 강남개발 실부를 맡은 국장의 부인
- 윤미애: 서독파견 간호사
- 이근후: 독일 유학생
- 이민애: 독일 간호원. 서미향의 친구
- 이병태: 4.19 세대이나 고시 패스 후 경찰서장이 됨
- 이용진: 독립운동 유가족
- 임화수: 반공예술단 단장
- 정남희: 서독 간호사
- 정수남: 독일탄광 광부
- 주선녀: 독일에 간호사로 가서 유학생과 사귀다가 배신당함
- 최동석: 4.19 세대이지만 여당 국회의원이 됨
- 최영찬: 울산 자유당 국회의원

(김선오와 그 주변 인물들)
- 강옥실: 김명숙의 양재학원 친구
- 김광자: 김선오의 큰동생
- 김금숙: 김선오의 동생
- 김명숙: 김선오의 동생
- 김선오: 유일민의 선배
- 김선진: 김선오의 막내 남동생
- 김선태: 김선오의 남동생
- 나복녀: 김명숙의 친구
- 남민정: 김명숙의 친구
- 노성칠: 김선오의 장인
- 노화자: 김선오의 부인
- 박만길: 김선태의 고시공부 동료
- 박보금: 김명숙의 차장 동료
- 송동주: 김선오의 동네 친구
- 송상균: 김선진의 고등학교 때 친구
- 윤남수: 김선진의 고등학교 때 친구
- 이동원: 은행원. 기혼자로서 김광자와 정을 통함
- 이미영: 김명숙의 친구
- 이양자: 김명숙과 함께 자취하던 가발공장 공원
- 이정옥: 김명숙과 함께 서독에 간호사로 간 수간호사 출신 간호사
- 임귀례: 김명숙의 친구
- 정순덕: 김명숙과 함께 자취하던 가발공장 공원
- 현민자: 윤남수의 국민학교 동창
- 한연희: 현민자의 친구

(김진홍과 그 주변 인물들)
- 김동혁: 김진홍의 아들
- 김진홍: 청계천 빈민가에 활빈교회를 세움

(나삼득과 그 주변 인물들)
- 갈포녀: 나삼득의 아내
- 나복남: 나삼득의 아들
- 김두봉: 나복남과 함께 프레스공장에서 일함
- 나복수: 나삼들의 아들
- 나성자: 나삼득의 딸
- 나윤자: 나삼득의 딸
- 양성팔: 나복남과 함께 스텐공장에 근무하다가 손가락을 잘리고 뽑기 장사를 함
- 이경식: 나복남의 군대 친구
- 이미순: 나윤자의 동료 미싱사
- 전묘숙: 나윤자의 동료 미싱사
- 천말분: 천삼득의 큰딸. 나윤자가 공장에 시다로 취직시켜 줌

(유일민,유일표 형제와 그  주변 인물들)
- 김구삼: 유일표의 군대 선배
- 김해근: 유일표가 근무하는 재건대의 대원
- 배상집: 유일민의 대학 1년 선배
- 서경혜: 유일표의 재건대에 야학교사로 왔던 여대생
- 서동철: 유일민의 친구
- 서수철: 서동철의 동생
- 남미미: 영화배우. 서동철을 좋아함
- 손진권: 유일민이 취직한 회사의 사장
- 신무영: 유일민의 학교 선배
- 심동환: 유일민과 회사 입사 동기
- 유병국: 유일민의 아버지
- 유선희: 유일민의 여동생
- 유일민: 주인공
- 유일표: 유일민의 동생
- 윤석만: 서동철이 기도주임으로 있던 극장의 사장
- 이경열: ㅈ일보 신문기자. 유일민이 5.16 후 잡혀들어 갔을 때 알게 된 당시 대학생
- 이상재: 유일표의 친구
- 임호태: 유일민이 가르치는 학생
- 임채옥: 임호태의 누나
- 임수옥: 임호태의 여동생
- 임상천: 임채옥,임호태,임수옥의 아버지
- 이은순: 임채옥의 친구
- 이창일: 서동철과 함께 탄광지대 국토건설 사업근로대로 끌려간 영등포 깡패
- 장경식: 유일표의 같은 반 친구
- 정보살: 허진의 할머니와 한 동네 사람
- 정필모: 조총련. 유일민 아버지 소식을 가져옴
- 허진: 유일표의 친구
- 곽병욱: 최주한의 중학교 동창
- 오남치: 최주한의 군대 동료
- 이길도: 최주한과 함께 근무하던 카투사
- 최주한: 유일표의 친구
- 한경창: 유일표가 근무하는 재건대의 대원
- 한유상: 최주한과 군대 인사과에서 함께 근무
- 해촌댁: 유일민의 어머니
- 허미경: 허진의 여동생
- 홍성기: 유일표의 같은 반 친구
- 홍정배: 유일민의 학교 선배
- 황집사: 임호태의 어머니

(이규백과 그 주변 인물들)
- 고두석: 이청자의 남편. 이규백의 매제
- 신준호: 이규백의 선배
- 안민구: 이규백의 처남
- 안서정: 이규백의 부인
- 안석중: 이규백의 장인
- 영암댁: 이규백의 어머니
- 이규동: 이규백의 막내동생
- 이규백: 남천장학사생
- 이규상: 이규백의 동생
- 이주란: 이규백의 딸
- 이진현: 이규백의 아들
- 해남댁: 영암댁의 며느리. 이규백의 형수
- 황춘길: 반공포로 출신이며 해남댁을 임신시킴

(장주호와 그 주변 인물들)
- 민다리: 장주호와 스캔들을 일으킨 탤런트였으며 본명은 금봉
- 민시평: 민다리의 오빠
- 민우평: 민다리의 오빠
- 장주호: 민다리와 스캔들을 일으킨 대양산업 사장

(전태일과 그 주변 인물들)
- 김개남: 전태일의 친구
- 김창길: 전태일의 선배

(천두만과 그 주변 인물들)
- 나삼득: 천두만의 친구
- 문태복: 천두만과 청계천 판자촌에 함께 사는 임시 택시기사
- 천두만: 전라도에서 상경한 뒤 온갖 고생을 하여 돈을 모아 가발공장에 빌려줬으나 사채동결 조치로 모두 떼임
- 황동일: 문태복과 함께 월남에 근로자로 감

(한인곤과 그 주변 인물들)
- 남재구: 예비역 중령. 한인곤의 선대본부장
- 양용석: 육군 대위. 한인곤의 매제
- 오재섭: 한인곤의 동료 의원
- 정동진: 예비역 준장출신. 한인곤의 친구
- 차동욱: 남재구가 대대장하던 시절의 소대장
- 최혜경: 차동욱의 부인
- 한무규: 한인곤의 아버지
- 한인곤: 예비역 대령
- 한정임: 한인곤의 여동생

## 구성
총 10권으로 1부 '격량시대'(1~3권), 2부 '유형시대'(4~6권), 3부 '불신시대'(7~10권)로 나누어져 있다.

## 드라마화
- 2003년 장희빈 후속 KBS 2TV 수목극으로 극화되어 방영될 예정이었으나[1] 대본의 완성도가 떨어진다는 등의 이유[2] 탓인지 무산됐으며 이 과정에서 극중 유일민 역으로 낙점될 뻔했던 최민수는 취소된 드라마의 출연료를 반환하지 않았다는 이유로 드라마 외주 제작사로부터 소송을 당하기도 했다[3].